# Brandon Rijnbergen
Brandon Rijnbergen (Utrecht, 15 oktober 1992) is een Nederlands honkballer.
Rijnbergen begon met honkbal bij honk-softbalvereniging Centrals in De Bilt. In 2011 maakte hij de overstap naar  UVV in Utrecht. Hier zou hij uiteindelijk uitkomen in 2012 en 2013 in het rookieteam. Zijn debuut in de Nederlandse hoofdklasse voor de hoofdmacht van UVV maakte hij in het seizoen 2013 waarna. In 2014 kwam hij uit in de Nederlandse hoofdklasse voor het eerste herenteam van UVV. Hij gooit en slaat rechtshandig en zijn posities zijn tweede honk en derde honk. In 2015 maakt hij de overstap naar Heemstede en komt hij uit in de Nederlandse overgangsklasse voor het eerste herenteam van RCH. Jaar later is hij teruggekeerd naar UVV en speelt sinds 2017 weer in het eerste honkbalteam van UVV. Nu is hij een docent op het Alberdingk Thijm College in Hilversum. 